# جزیره پینگ‌پونگ
جزیرهٔ پینگ‌پونگ (انگلیسی: The Isle of Pingo Pongo) فیلمی به کارگردانی تکس اوری و محصول سال ۱۹۳۸
است.